# Clément Dumont
Clément Dumont (* 22. Juli 1993) ist ein ehemaliger französischer Biathlet und heutiger Biathlontrainer. Er betreute von 2022 bis 2024 die belgische Nationalmannschaft.

## Leben

### Aktive Karriere
Clément Dumont nahm mit großem Erfolg an den Biathlon-Juniorenweltmeisterschaften 2012 bis 2014 teil. 2012 wurde er in Kontiolahti 5. und 4. in Sprint und Verfolgung, im Einzel wurde er 14., mit Florian Rivot und Aristide Bègue gewann er zudem den Titel im Staffelwettkampf. 2013 konnte er in Obertilliach, nachdem er in Sprint und Verfolgung 13. und Zehnter geworden war, im Einzel hinter Alexander Loginow und Dino Butković die Bronzemedaille gewinnen. Mit Mathieu Legrand, Dany Chavoutier und Quentin Fillon Maillet wurde er zudem Vizeweltmeister mit der Staffel. 2014 gewann er in Presque Isle mit Aristide Bègue, Dany Chavoutier und Fabien Claude erneut den Vizeweltmeistertitel. Bei den Juniorenrennen der Biathlon-Europameisterschaften 2013 in Bansko erreichte er mit Platz 9 im Sprint und 10 im Verfolgungsrennen Top-Ten-Plätze, 2014 in Nové Město na Moravě wurde er 10. im Einzel, 13. im Sprint und 5. der Verfolgung.
Sein internationales Debüt bei den Männern gab Dumont 2013 in Obertilliach im IBU-Cup und gewann als 33. des Sprints und 26. der Verfolgung erste Punkte in der Rennserie. Es sind die bislang besten Resultate des Franzosen in der Rennserie.
Bei den französischen Meisterschaften im Biathlon 2012 gewann Dumont in Bessans an der Seite von Antonin Guigonnat und Rémi Borgeot den Staffeltitel.

### Nach der aktiven Karriere
Nach der Saison 2017/18 beendete Dumont seine aktive Karriere als Biathlet und begann eine Ausbildung zum Physiotherapeuten. Im Sommer 2022 wurde er als Nachfolger von Jean-Guillaume Béatrix zum Biathlon-Nationaltrainer in Belgien ernannt. Er trug dabei die Verantwortung für Männer und Frauen. 2024 beendete er seine Trainertätigkeit, um sich auf seine Arbeit als Physiotherapeut in Chamonix zu konzentrieren.

## Privates
Dumonts Vater Christian war auch Biathlet, von 1984 bis 1994 im Weltcup aktiv und von 1998 bis 2007 Trainer der französischen Männer-Nationalmannschaft.